# Roop Kishore Shorey
Roop Kishore Shorey (* 28. Januar 1914 in Quetta, Britisch-Indien; † 3. Juni 1973 in Bombay, Maharashtra) war ein indischer Filmregisseur und -produzent des Panjabi- und des Hindi-Films.

## Leben
Roop Kishore Shorey ist der Sohn des panjabischen Filmpioniers Roshan Lal Shorey. Er begann 1931 in seines Vaters Filmgesellschaft Kamala Movietone in Lahore als Filmtechniker und Kameramann und drehte in den frühen 1930er Jahren mehr als 50 Kurzdokumentarfilme für die Gesellschaft. Sein Spielfilmdebüt hatte er 1935 mit dem Aufkommen des Tonfilms in Indien mit Majnu 1935, einer Verfilmung der Laila-und-Majnu-Legende. In Partnerschaft mit dem Filmverleiher Dalsukh Pancholi machte Shorey sein Geschäft mit Billigproduktionen wie Tarzan Ki Beti (1938). Bei Ek Musafir (1940) führte er gemeinsam mit seinem Vater Roshan Lal Regie.
Während des Zweiten Weltkrieges arbeitete er auch für die staatliche Propagandafilmproduktion der Information Films of India. Im Zuge der Teilung Indiens gaben die Shoreys ihre Studios in Lahore auf und siedelten um nach Bombay. Er arbeitete zunächst ein Jahr für die Films Division, der Nachfolgeorganisation von Information Films of India. Mit der 1948 gegründeten Filmgesellschaft Shorey Films hatte Roop Kishore Shorey sich dann neu etabliert. Den ersten großen Erfolg im Hindi-Film erlebte er mit Ek Thi Ladki (1949), in dem seine Ehefrau Meena Shorey die Hauptrolle übernahm. Sie trat noch in weiteren seiner Filmkomödien auf. Sein letzter Film Ek Thi Rita/A Girl Named Rita (1971) wurde zweisprachig auch auf Englisch produziert, da er mit ihm auf den US-amerikanischen Markt zielte.

## Filmografie
- 1935: Majnu 1935
- 1938: Tarzan Ki Beti
- 1939: Khooni Jadugar
- 1939: Gul Bakavali
- 1940: Dulla Bhatti
- 1940: Ek Musafir
- 1941: Himmat
- 1942: Nishani
- 1942: Mangti
- 1943: Koel
- 1945: Din Raat
- 1946: Shalimar
- 1947: Paro
- 1948: Chaman
- 1949: Ek Thi Ladki
- 1951: Dholak
- 1951: Mukhda
- 1953: Aag Ka Dariya
- 1953: Ek Do Teen
- 1955: Jalwa
- 1961: Aplam Chaplam
- 1961: Ek Ladki Saat Ladke
- 1962: Main Shadi Karne Chala
- 1966: Akalmand
- 1971: Ek Thi Reeta / A Girl Named Reeta